# Mount Blakiston
Mount Blakiston är ett berg i Kanada.   Det ligger i provinsen Alberta, i den södra delen av landet, 2 900 km väster om huvudstaden Ottawa. Toppen på Mount Blakiston är 2 910 meter över havet.
Terrängen runt Mount Blakiston är kuperad västerut, men österut är den bergig. Trakten runt Mount Blakiston är nära nog obefolkad, med mindre än två invånare per kvadratkilometer..
I omgivningarna runt Mount Blakiston växer i huvudsak barrskog.